# Ford Puma Rally1

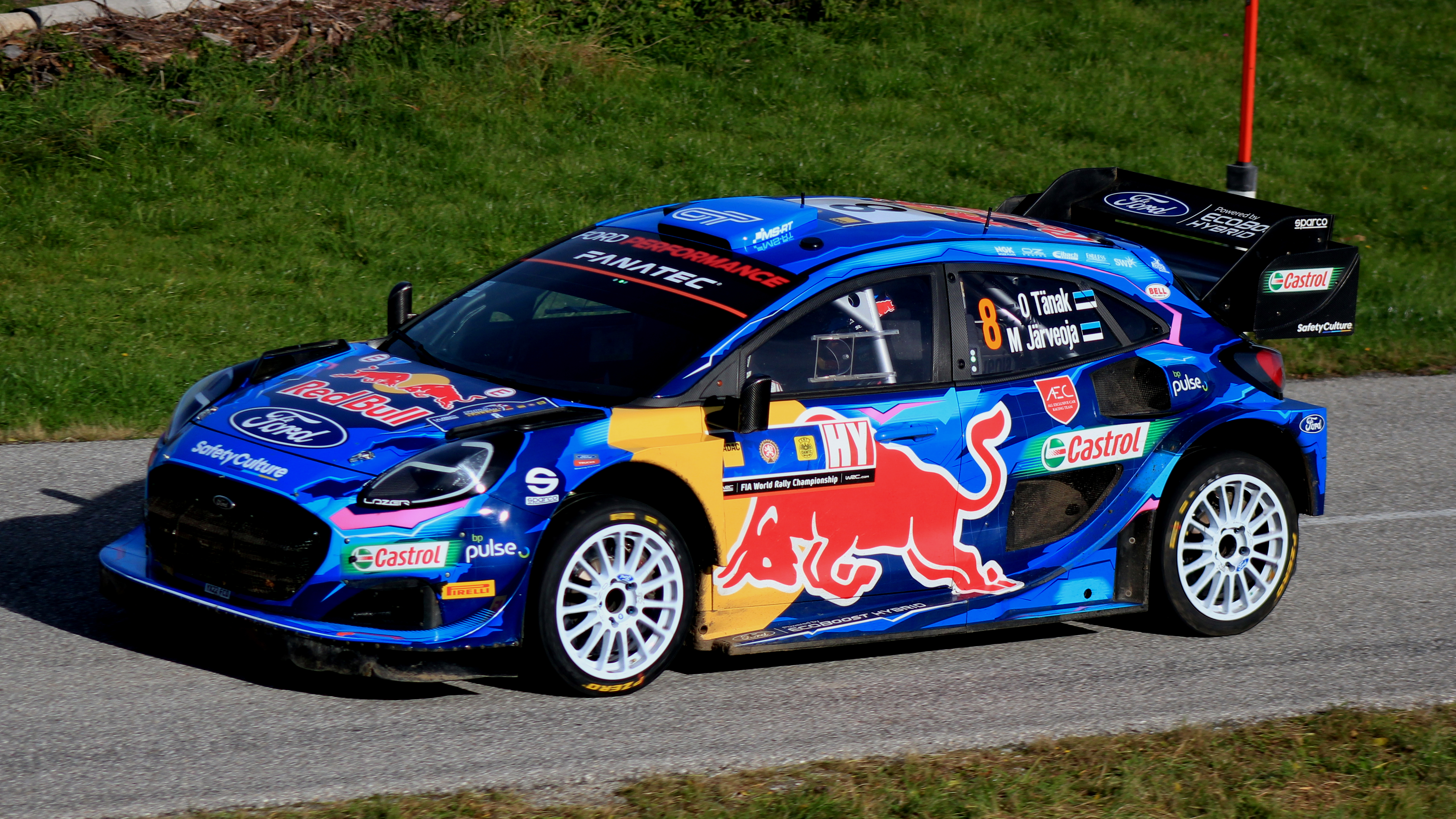
Der Ford Puma Rally1 mit Ott Tänak am Steuer im Jahr 2023.

Der Ford Puma Rally1 ist ein Rallye-Fahrzeug von M-Sport, das seit der Saison 2022 in der Rallye-Weltmeisterschaft (WRC) eingesetzt wird. Das zu dieser Saison neu eingeführte Rally1-Reglement schreibt nun Fahrzeuge mit Hybridantrieb vor.

## Technik

### Modell
Das Crossover-Modell lehnt sich optisch an seinen Vorgänger Ford Fiesta RS WRC an, das Fließheck wurde ausgebaut und mit einem größeren Spoiler versehen. Das Modell basiert optisch auf dem in Europa erhältlichen Ford-Puma-Straßenmodell.

### Antrieb
Der Antrieb des Autos besteht aus einem 1,6-Liter-EcoBoost-Turbomotor mit vier Zylindern und einer Leistung von 386 PS. Dieser arbeitet zusammen mit einem Elektromotor, der maximal 12.000/min drehen kann. Zusammen erreichen die beiden Antriebe über 530 PS Systemleistung. Der Akku des Plug-in-Hybridsystems wird beim Bremsen und beim Ausrollen des Fahrzeuges aufgeladen und ermöglicht eine rein elektrische Reichweite von 20 km. Der Ottomotor wird mit 100 % fossilfreiem Treibstoff (P1 Racing Fuels) angetrieben. Das Energierückgewinnungssystem ist ein Produkt der Firma Compact Dynamics. Der Puma Rally1 hat ein Automatisches Kupplungssystem (AKS) und eine Wippenschaltung hinter dem Lenkrad.

### Änderungen zur Saison 2025
Der Hybrid-Antrieb wurde zur Saison 2025 hin aus den Autos entfernt, der Verbrennungsmotor bleibt gleich. Das Mindestgewicht der Fahrzeuge fiel von 1260 auf 1180 Kilogramm, der Hybridantrieb wog 87 Kilogramm. Der Luftmengenbegrenzer ist auf 35 statt 36 Millimeter verkleinert worden. Es dürfen nur noch Getriebe mit maximal fünf Gängen verwendet werden.           Durch die Einsparung des Gewichts des Hybrid-Antriebs ist der Leistungsverlust der Autos marginal.

## Fahrer
Am 15. Januar wurde der Ford Puma Rally1 in Salzburg zum ersten Mal in der Originallackierung präsentiert. Da Ford nicht als Werksteam in der Rallye-Weltmeisterschaft antritt, startet das Auto unter der britischen Flagge der englischen Firma M-Sport. Das Fahrzeug feierte am 20. Januar 2022 mit einem Sieg seine Premiere bei der Rallye Monte Carlo 2022. Am Steuer sind der neunmalige Weltmeister Sébastien Loeb, Craig Breen, Gus Greensmith und Adrien Fourmaux.

## Klassifikationen

### WRC-Siege
| Nr. | Rallye             | Jahr | Fahrer         | Beifahrer         |
| --- | ------------------ | ---- | -------------- | ----------------- |
| 1   | Rallye Monte Carlo | 2022 | Sébastien Loeb | Isabelle Galmiche |
| 2   | Rallye Schweden    | 2023 | Ott Tänak      | Martin Järveoja   |
| 3   | Rallye Chile       | 2023 | Ott Tänak      | Martin Järveoja   |